# گویدو سوم
گویدو سوم (وفات یافته در ۱۲ دسامبر ۸۹۴) گاهی با نسخه ایتالیایی نامِ خود گویدو (Guido) و گاهی با نسخه آلمانی نام خود ویدو (Wido) شناخته می‌شود. وی دوک کامرینو از سال ۸۸۰ با عنوان گای یکم یا گای دوم و سپس دوک اسپولتو و کامرینو با عنوان گای سوم از سال ۸۸۳ میلادی بود. وی در سال ۸۸۹ بعنوان پادشاه ایتالیا تاجگذاری کرد و در سال ۸۹۱ امپراتور مقدس روم شد.
وی در جنگ و در سال ۸۹۴ هنگامیکه تلاش می‌کرد شبه جزیره ایتالیا را تحت کنترل خود درآورد در گذشت.